# Serum płodowe z cieląt

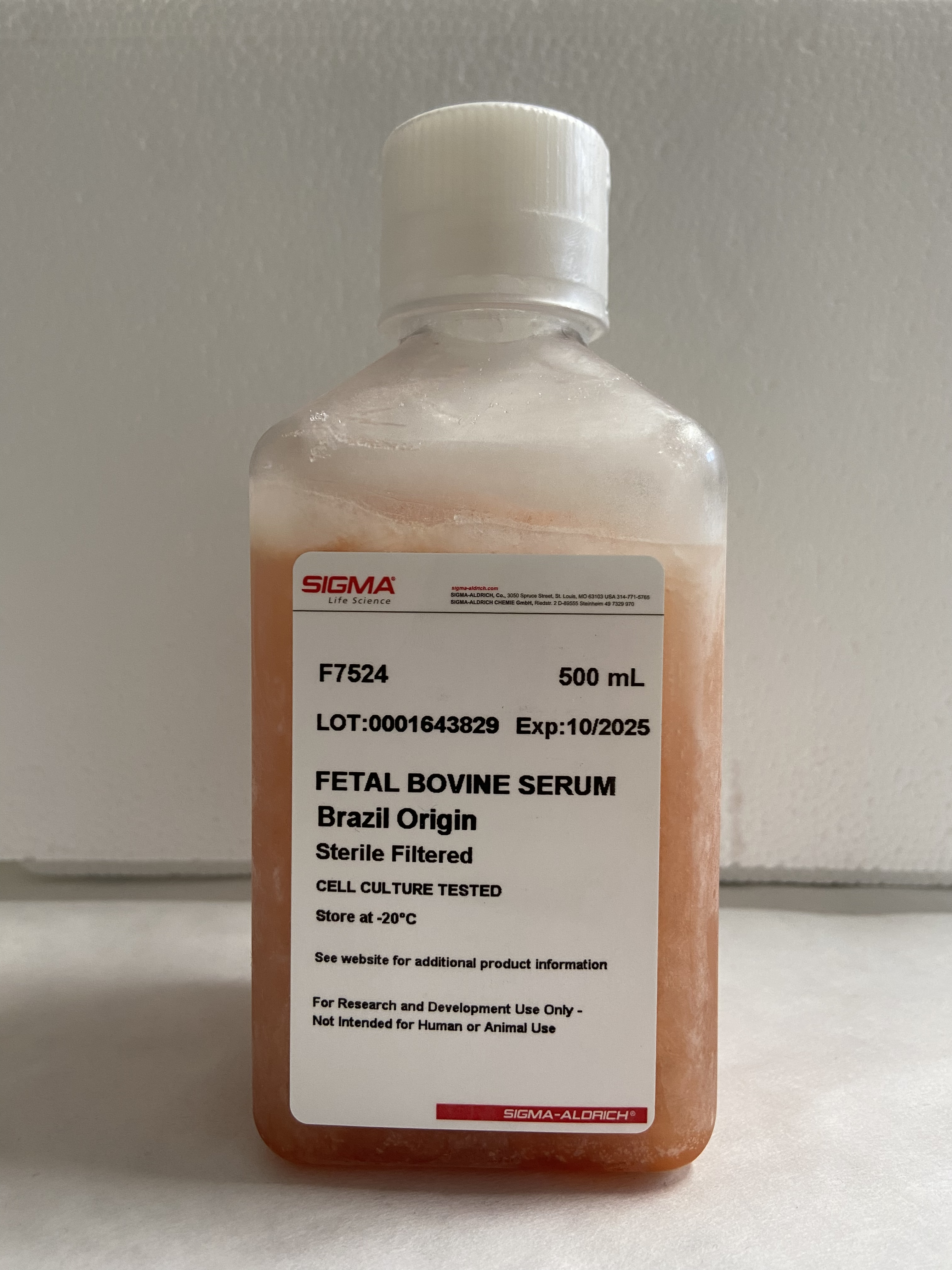
Serum płodowe z cieląt

Serum płodowe z cieląt (z ang. fetal bovine serum – FBS lub fetal calf serum) – jest produktem ubocznym w przemyśle mięsnym i pozyskuje się je poprzez odciągniecie krwi z usuniętego płodu zabitej krowy. Igłę wbija się wprost do serca płodu, aby zminimalizować zanieczyszczenie serum. Krew zbiera się do aseptycznego pojemnika lub torebki na krew i pozostawia się aby skrzepła. Następnie odwirowuje się w celu usunięcia skrzepów z fibryny. Serum jest zamrażane, co jest koniecznym etapem w dalszym przetwarzaniu dla potrzeb hodowli komórkowej. Ma wiele różnorodnych zastosowań w hodowlach komórkowych m.in.: wykorzystywane jako pożywka dla komórek macierzystych w hodowli in vitro. W 2008 r. sprzedano na świecie ok. 700 tysięcy litrów FBS.